# Сан Просперо
Сан Просперо (на италиански: San Prospero) е град и община в централната част на Северна Италия. Разположен е в област (регион) Емилия-Романя на провинция Модена. Намира се на около 40 km северозападно от Болоня и на около 15 km североизточно от Модена. Население 5343 жители по данни от преброяването към 31 май 2007 г.

## Личности
В Сан Просперо е роден италианският киноартист, кинорежисьор, киносценарист и продуцент Франко Неро.